# Sergio Balanzino
Sergio Silvio Balanzino (20. června 1934 Bologna – 25. února 2018) byl italský diplomat.
Od 13. srpna 1994 do 17. října 1994 a od 20. října 1995 do 5. prosince 1995 byl úřadujícím generálním tajemníkem NATO. Předtím zastával další diplomatické funkce, od května 1990 do ledna 1994 byl italským velvyslancem v Kanadě.

## Životopis
Vystudoval práva na Univerzitě La Sapienza, v roce 1959 vstoupil na základě konkurzu do diplomatických služeb a pracoval na ministerstvu zahraničních věcí na generálním ředitelství pro hospodářské záležitosti. Poté působil v Paříži na zastoupení Itálie při OECD, na různých konzulátech ve Švýcarsku a na velvyslanectví v Nairobi.
V letech 1975–1978 byl prvním poradcem v Aténách a do roku 1980 konzulem v Ottawě. V letech 1990–1994 byl italským velvyslancem v Kanadě. V únoru 1994 byl jmenován náměstkem generálního tajemníka NATO, kde setrval do roku 2001. Po smrti generálního tajemníka Manfreda Wörnera v roce 1994 a po rezignaci jeho nástupce Willyho Claese v roce 1995 se dočasně stal generálním tajemníkem.
Vyučoval v kampusu Loyolské univerzity v Římě.

## Vyznamenání
- velkodůstojník Řadu zásluh o Italskou republiku (1981)[7]
- rytíř velkokříže Řádu zásluh o Italskou republiku (1999)[8]